# كايل اندروز
كايل اندروز (بالإنجليزية: Kyle Andrews)‏ هو كاتب أغاني ومغني أمريكي، ولد في 22 مايو 1982 في شيكاغو في الولايات المتحدة.

## وصلات خارجية
- الموقع الرسمي
- كايل اندروز على موقع ميوزك برينز (الإنجليزية)
- كايل اندروز على موقع أول ميوزيك (الإنجليزية)
- كايل اندروز على موقع ديسكوغز (الإنجليزية)